# Erich Klabunde

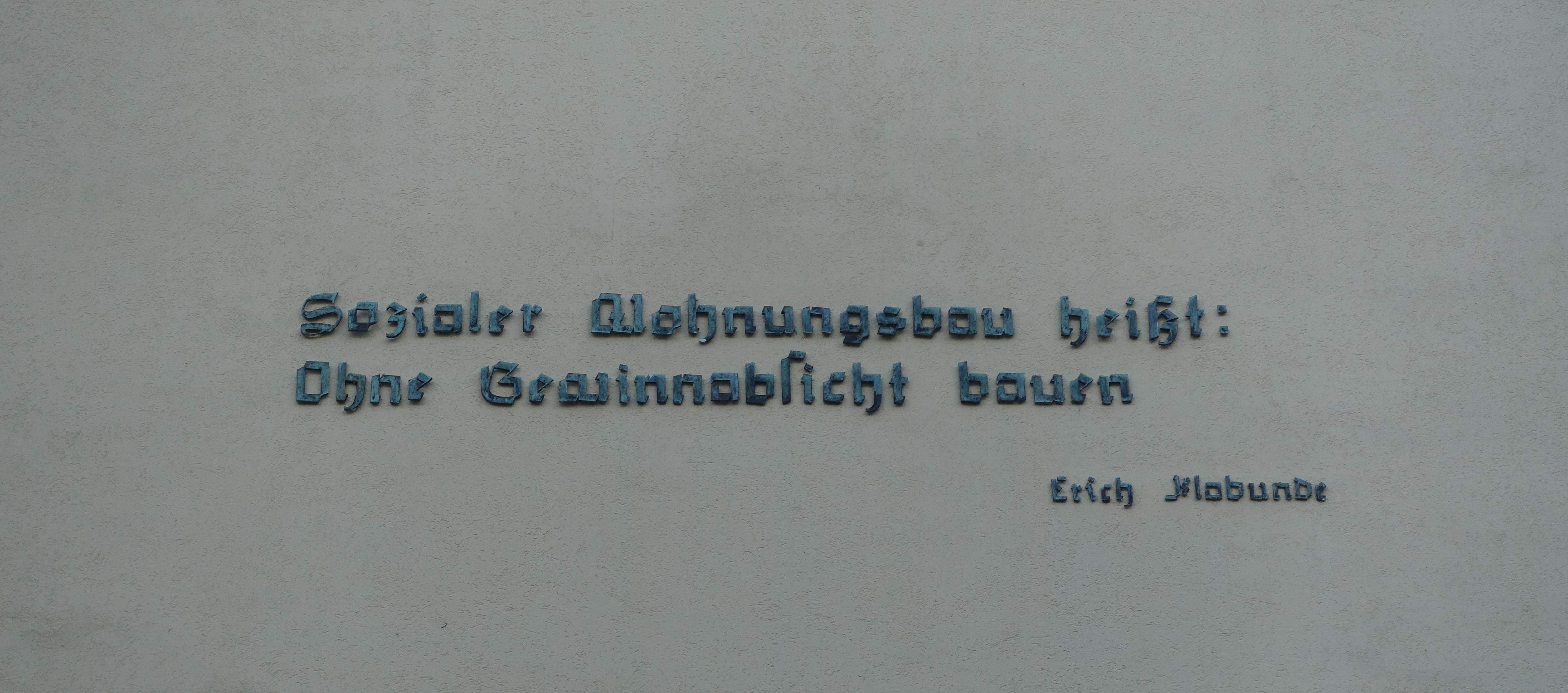
Spruch am Wohnhaus in der Weimarer Straße Hamburg-Wilhelmsburg

Erich Klabunde (* 20. Februar 1907 in Berlin; † 21. November 1950 in Bad Pyrmont) war ein deutscher Journalist und Politiker der SPD, der die Gründung des Nordwestdeutschen Rundfunks und die Grundlegung eines sozialen Wohnungsbaus im Nachkriegsdeutschland vorantrieb.

## Biografie

### Familie, Ausbildung und Beruf
Klabunde wuchs in Berlin als Sohn eines Buchdruckers auf und schloss im Jahr 1926 eine Banklehre ab. Anschließend studierte er an der Universität Hamburg bis 1930 ohne Abschluss „quer durch die Fächer“, unter anderem Zeitungswissenschaften. Seine „große Leidenschaft“ wurde der Journalismus; von 1927 bis 1933 war er durch Vermittlung von Alexander Zinn beim Hamburger Anzeiger zuerst als Volontär und dann als Redakteur beschäftigt.
Seit 1926 Mitglied der SPD und des Sozialistischen Studentenschaft, wurde er nach der Machtergreifung der Nationalsozialisten aus politischen Gründen entlassen und erhielt ein Beschäftigungsverbot für ein Jahr. Klabunde heiratete in dieser Zeit (November 1934) die Rechtsanwältin Clara Genter. Er arbeitete fortan als Wirtschaftsprüfer in Pinneberg und wurde 1935 im Jahr als Nachfolger Erich Lüths Geschäftsführer des in Hamburg ansässigen Verbandes Deutscher Nähmaschinenhändler. Ab 1939 arbeitete er für Institutionen der Wohnungsbaupolitik und veröffentlichte in der Fachpresse Überlegungen, wie sozialer Wohnungsbau zu finanzieren sei. Im Zweiten Weltkrieg wurde er zum Dienst in der Organisation Todt verpflichtet. Sein Biograph Holger Martens schreibt, Klabunde „soll“ darin „den Rang eines Offiziers“ innegehabt haben.

### In Verbänden und Politik
Unmittelbar nach dem Ende des Zweiten Weltkriegs knüpfte er Verbindungen zu befreundeten Journalisten. Er gründete mit ihnen im Jahr 1945 den Berufsverband Hamburger Journalisten und stand diesem seitdem vor, ebenso ab 1946 dem Verband norddeutscher Journalisten. Nachdem er den ersten Deutschen Journalistentag organisiert hatte, wurde er im Dezember 1949 in Berlin zum ersten Vorsitzenden des Deutschen Journalisten-Verbandes gewählt. Über seine tagespolitische Verbandsarbeit urteilte Josef Müller-Marein in der Zeit, Klabunde sei „nicht nur kein Journalist, sondern mehr geneigt …, seiner Partei, nämlich der SPD, als den Interessen der Presse zu dienen“. Klabunde wirkte außerdem beim Aufbau des Nordwestdeutschen Rundfunks NWDR im dortigen Hauptausschuss (heute Rundfunkrat) mit.
Klabunde setzte in der Nachkriegszeit seine Tätigkeit als Geschäftsführer des Verbandes norddeutscher Wohnungsunternehmer fort. Bereits im August 1945 referierte er vor einem SPD-Arbeitskreis seine weitreichenden Vorstellungen einer flächendeckenden Förderung für den Wohnungsbau, die in der damaligen Situation als nicht realisierbar angesehen wurden, jedoch die Grundlage für sein weiteres politisches Engagement bildeten. Er wurde von den Britischen Besatzungsbehörden 1947 als Fachmann für gemeinnützigen Wohnungsbau in den Zonenbeirat geholt. Zudem wurde er Geschäftsführer des Gesamtverbandes Gemeinnütziger Wohnungsunternehmen für die britische Besatzungszone und rief als dessen Publikationsorgan die Fachzeitschrift Gemeinnütziges Wohnungswesen ins Leben. Im März 1949 erreichte er den Zusammenschluss der Wohnungsverbände der drei westlichen Besatzungszonen mit 2000 Unternehmen und 700.000 Wohnungen, dessen Vorsitz er wiederum übernahm. 1946 wandte sich Klabunde gegen die seiner Wahrnehmung nach um sich greifende Wirtschaftsbürokratie, die er gegen die Wirtschaftsfreiheit hielt; er kombinierte dabei den sozialistischen Grundwert der Freiheit mit derjenigen des Unternehmers wie auch des Arbeitnehmers zur wirkungsvollen Forderung nach größerem Handlungsspielraum in der Wirtschaft.
Ab 1946 war Klabunde Mitglied der Hamburgischen Bürgerschaft, wo er zum Fraktionsvorsitzenden der SPD gewählt und Teil der politischen Prominenz wurde; so verkehrte er mit dem späteren Bundesbankchef Karl Klasen und dem späteren Bundeswirtschaftsminister Karl Schiller. Bei der Bundestagswahl 1949 wurde er über die Hamburger Landesliste der SPD in den Deutschen Bundestag gewählt, dem er bis zu seinem frühen Tod im Jahr 1950 angehörte. Als Mitglied des Ausschusses für das Wohnungswesen war er maßgeblich am Zustandekommen des Ersten Wohnungsbaugesetzes vom 24. April 1950 beteiligt, „seinem großen Coup“, das dem sozialen Wohnungsbau in der Bundesrepublik eine tragfähige Grundlage verschaffte. Obwohl er Oppositionsabgeordneter war, gelang es ihm, seine Eckpunkte im Gesetz zu verankern und einen fast einstimmigen Bundestagsbeschluss herbeizuführen; der „Höhepunkt seines Lebens“, wie Marina Friedt befindet.

### Tod und Würdigungen

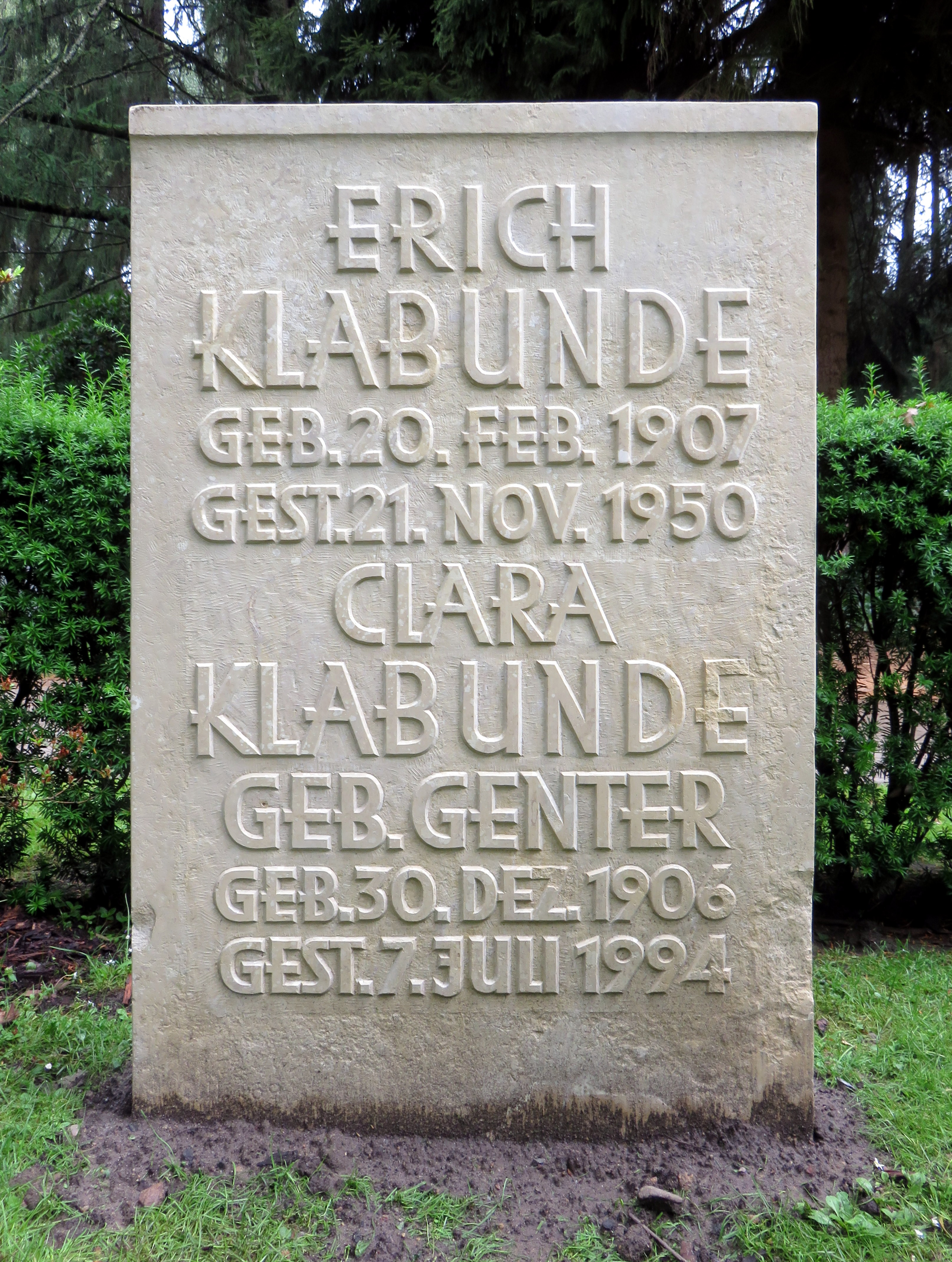
Grabstein Klabunde im Garten der Frauen auf dem Friedhof Ohlsdorf

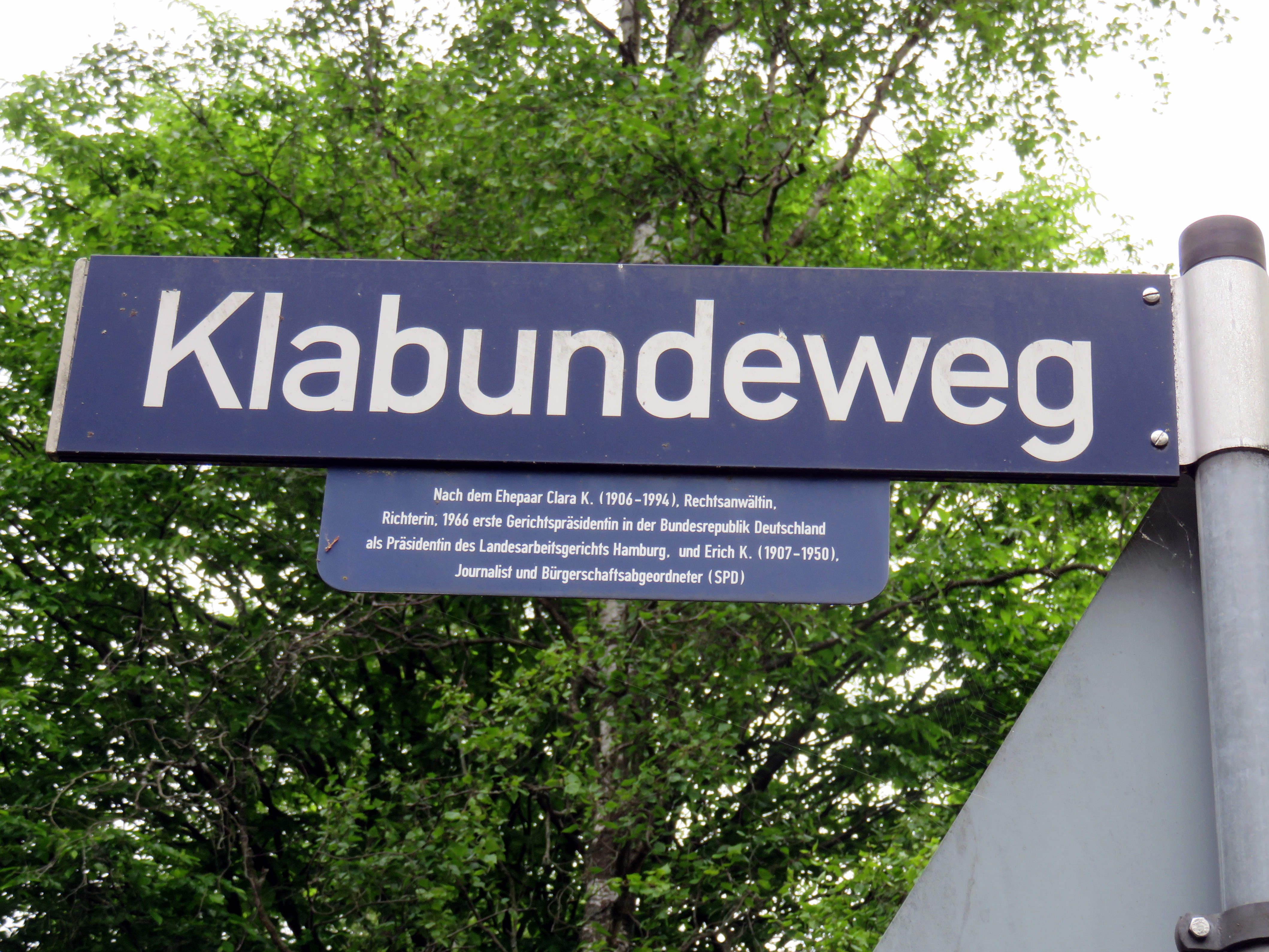
Klabundeweg in Hamburg-Bergstedt

Nach einem Schlaganfall bei einer Sitzung des NWDR-Hauptausschusses am 18. November 1950 starb er kurz darauf mit 43 Jahren. Der als Nachwuchstalent geltende, führungsbereite und rhetorisch begabte Klabunde wurde von Adolf Grimme gewürdigt als „gefürchtete[r] Souverän schlagfertiger Dialektik, immer sprungbereit zum geistigen Turnier“. Er lieferte sich mit Hamburger Journalisten wie auch mit Personen aus dem eigenen Lager harte Gefechte. Der streitbare Kämpfer setzte als „einer der Begründer des sozialen Wohnungsbaus“ Akzente, was „nicht nur soziales Engagement“ gewesen sei, „sondern zugleich eine Systemfrage“, da sie für ihn mit der Verankerung demokratischer Werte zusammenhing.
Erich Klabunde wurde (ebenso wie 1994 seine Ehefrau Clara Klabunde) auf dem Ohlsdorfer Friedhof, Planquadrat Z 11, 169 (südlich Norderstraße), beigesetzt. Der Grabstein befindet sich seit Juli 2020 im Friedhofsbereich Garten der Frauen.
Nach ihm sind Straßen in ganz Westdeutschland benannt worden, laut einer Erhebung der Zeit vom Januar 2018 elf an der Zahl, darunter der Klabundeweg in Hamburg-Bergstedt, Soltau und Lünen, die Erich-Klabunde-Straße in Bremen-Steintor, im Kasseler Stadtteil Auefeld und in Uelzen sowie der Erich-Klabunde-Hof in Hannover. 

#### Erich-Klabunde-Preis
Außerdem zeichnet die Berufsvereinigung Hamburger Journalisten seit 1957 (und seit 1996 jedes Jahr) eine sozialkritische journalistische Arbeit mit dem Erich-Klabunde-Preis aus, die einen Bezug zu Hamburg hat.

## Werke
- (mit Julius Brecht) Wohnungswirtschaft in unserer Zeit. Hrsg. vom Verband Norddeutscher Wohnungsunternehmen anläßlich seines 50-jährigen Bestehens und des Inkrafttretens des ersten Bundes-Wohnungsbaugesetzes. Hammonia, Hamburg 1950.